# Pokol na Hiosu (Delacroix)
Pokol na Hiosu (francosko Scène des massacres de Scio) je druga večja oljna slika francoskega umetnikaEugènea Delacroixa. Delo je visoko več kot štiri metre in prikazuje nekaj groze vojnega uničenja obiskanega na otoku Hios v času poboja. Frizu podoben prikaz trpečih likov, vojaške moči, okrašenih in barvitih kostumov, terorja, bolezni in smrti je prikazan pred prizoriščem razširjene puščave.
Pokol na Hiosu, ki je v tem obdobju nenavaden za sliko civilne ruševine, nima junaške figure, ki bi izravnala zdrobljene žrtve, in le malo bi lahko kazalo na upanje med propadom in obupom. Energičnost, s katero je naslikan agresor, v nasprotju z žalostno izročitvijo žrtev, je vzrok komentarjem že od prvega obešanja dela, nekateri kritiki pa trdijo, da je Delacroix morda želel pokazati nekaj sočutja z brutalnimi okupatorji. Slika je bila dokončana in razstavljena v Salonu leta 1824, trenutno pa visi v muzeju Louvre v Parizu.

## Pokol
Vojaški napad osmanskih sil na prebivalce Hiosa se je začel 11. aprila 1822 in je trajal več mesecev poleti istega leta. Kampanja je povzročila smrt dvajset tisoč državljanov in prisilno deportacijo v suženjstvo skoraj vseh preživelih sedemdeset tisoč prebivalcev.

## Kompozicija
Delacroix je bil zelo navdušen nad Splavom Meduze njegovega kolege Parižana Théodore Géricaulta, sliko, za katero je sam zgledoval kot mladenič spredaj z iztegnjeno roko. Piramidalni razpored, ki ureja Géricaultovo sliko, je podobno viden s figurami v ospredju Pokola na Hiosu. Glede te neverjetne postavitve likov je Delacroix komentiral: »Človek se mora napolniti; če bo manj naravno, bo lepše in fécond. Bi vse to držalo skupaj!« Gosta sestava oseb spredaj je v izrazitem nasprotju z odprtimi in razpršenimi prostori za njimi. Kopno in morje, svetloba in senca se pojavljajo kot pasovi visečih barv, ki se brez volje srečujejo in se zdi, da Delacroix s svojim upodabljanjem oblakov povsem opusti zakone perspektive. Celotni učinek tega ozadja je, da predlaga stalno odpiranje, razpuščanje in brez centralnost. Estetik Heinrich Wölfflin je to tehniko opredelil in jo označil za tektonsko obliko.
Trinajst civilistov - moških, žensk in otrok - je bilo zbranih za poboj ali zasužnjevanje. Gledalcu so ostro predstavljeni v skoraj ravni ravnini; uničeni, neurejeni in neenakomerno razporejeni. Njihova razporeditev v glavnem obsega dve človeški piramidi - ena piramida na levi strani platna, ki doseže vrhunec v človeku z rdečim fesom, druga pa na desni, vrhunec pa je konjenik. Na območju med obema piramidama sta dva vojaka v senci in še dve grški žrtvi - mladenič, ki ga je objela mlada ženska. Moška v piramidi na levi sta poškodovana. Moški na sprednji strani je na smrtni točki ali blizu nje, moški, ki je na vrhu skupine, pa se zdi, da si ne more pripraviti obrambe. Pogled je usmerjen v smeri trpečih otrok pred seboj, vendar ne pade nanje. Ta navidezna nenaklonjenost, skupaj s praznim pogledom umirajočega, daje tej skupini občutek obupnega odstopa.
V nasprotju s tem ima človeška piramida desno močan vertikalni potisk. Krčenje ženske, privezane na konja, navzgor segajoči del figure na njeni levi strani, pretresljiva griva konja in zvita in poveljevalna postava vojaka na njem, vse skupaj daje dinamiko skupini, ko se dviga. Toda ob vznožju piramide stara ženska dvigne glavo, da pogleda v nebo, na njeni desni pa dojenček išče materinsko tolažbo od stisnjene pesti. Deli telesa, vključno z roko in podlaktjo in nejasna, strjena krvava masa mračno lebdijo nad dojenčkom.
Zadaj Elisabeth A. Fraser ugotavlja, da »ozadje prereže sredino kompozicije in nerazumljivo pade ven in nazaj iz kopice figur v ospredju«. Ta dramatična ureditev sliko razdeli na drobce, z grozdi zapletenih teles, razpršenimi pogledi in drugimi podrobnostmi, ki tekmujejo za pozornost gledalca. Na srednji razdalji se razkrije še ena mêlée humanitarne katastrofe, ozadje pa je neenakomeren prikaz zapuščenih, gorečih naselij in ožgane zemlje. Večina sredozemskega obzorja je naslikana z mračnimi zemeljskimi barvami, ločijo pa ga le dim, griva vzpenjajočega konja in glava vojaka.

## Figure
Delacroix v številnih tednih v svojem dnevniku razkriva željo, da bi se poskušal izogniti akademsko trdnim in mišičastim figuram svojega prejšnjega dela Dante in Vergil v peklu. Dve študiji, ki ju je Delacroix takrat delal, Ženska glava in Deklica sirota na pokopališču, prikazujeta kombinacijo neprimernega modeliranja in poudarjene konture, ki si jo je prizadeval vključiti v svoje večje delo. Končna obravnava figur v Poboju pa je manj dosledna od teh dveh študij. Meso mrtvega (ali umirajočega) človeka spredaj je na primer močno koloristično upodobljeno, kar je v nasprotju z bolj tonalnim modeliranjem gole na desni in Veroneseju podobnim shematskim modeliranjem otroka.

## Zgodovina
15. septembra 1821 je Delacroix prijatelju Raymondu Soulierju zapisal, da si želi ustvariti ugled, tako da slika prizor iz vojne med Osmani in Grki, in naj to sliko razstavi na Salonu. V tem času Delacroix ni bil znan in še ni naslikal platna, ki naj bi ga obesili za javno razstavo. V tem primeru se je odločil, da bo naslikal Dante in Vergil v peklu, a čeprav je bila ta slika javnosti razkrita aprila 1822, so grozote na Hiosu odmevale v polni moči. Maja 1823 se je Delacroix zavezal, da bo naslikal sliko o pokolu.
Ko se je 25. avgusta odprl Salon 1824 - nenavadno pozen datum za to ustanovo - je bila slika Delacroixa tam prikazana kot razstavni predmet št. 450 in z naslovom Scènes des massacres de Scio; familles grecques attendent la mort ou l'esclavage itd. ('prizori pobojev na Hiosu; grške družine, ki čakajo na smrt ali suženjstvo itd.') Slika je bila obešena v isti sobi, v kateri je bila Ingresova Zaobljuba Ludvika XIII. Ta prikaz dveh del, ki ponazarjata tako različne pristope k izražanju oblike, je pomenil začetek javnega rivalstva med umetnikoma. Delacroix je menil, da je to trenutek, ko ga je akademija začela obravnavati kot »predmet antipatije«.
Alexandre Dumas je poročal, da »je pred sliko vedno skupina ..., slikarji vsake šole, ki  močno razpravljajo«. Tako Dumas kot Stendhal sta pripomnila, da se jima zdi, da je slika upodobitev kuge, kar deloma tudi je. Gros, pri čigar sliki Bonaparte na obisku kužnih žrtev v Jaffi se je Delacroix opazno zgledoval, jo je poimenoval »pokol slikarstva«. Ingres je dejal, da slika ponazarja »vročino in epilepsijo« sodobne umetnosti. Kritika Girodet in Thiers pa sta bila bolj laskava in slika je bila dovolj cenjena, da jo je država istega leta kupila za muzej Luksemburg za 6000 frankov. Nakup je sprožil notranje konflikte v restavratorski umetniški upravi, vendar je Comte de Forbin, direktor kraljevih muzejev, kupil sliko brez kraljeve uradne odobritve, kar je bil nepravilen in politično tvegan postopek. Novembra 1874 je bila prenesena v muzej Louvre.

## V Grčiji
Delacroixova slika je seveda v Grčiji vzbudila precejšnjo pozornost. Osnutek te slike, ki jo je v njegovem ateljeju pod nadzorom Delacroixa ustvaril eden od njegovih študentov, je na ogled v Atenskem vojnem muzeju. Leta 2009 je bila kopija slike razstavljena v lokalnem bizantinskem muzeju na Hiosu. Iz muzeja so jo novembra 2009 umaknili v dobronamerni pobudi za izboljšanje grško-turških odnosov. Vendar je grški tisk protestiral proti odstranitvi. Kopija je zdaj na ogled v lokalnem muzeju.